# Conus bondarevi
Conus bondarevi é uma espécie de gastrópode do gênero Conus, pertencente à família Conidae.